# Милан Михаиловић
Милан Цаци Михаиловић (Београд, 8. јануар 1949) српски је глумац и писац.

## Биографија
Михаиловић је рођен 8. јануара 1949. године у Београду. Глуму је дипломирао на Академији за позориште, филм, радио и телевизију у Београду.
Позоришну каријеру започео је у Народном позоришту представом Сарајевски атентат у којој је играо Гаврила Принципа. Стални члан је Атељеа 212 био до пензије. Одиграо је више од 140 улога у различитим позориштима, снимио више од 130 телевизијских драма и више од 700 драма на радију. У филмовима и телевизијским серијама остварио је запажене улоге. Најпознатији је по улогама у серијама Стижу долари, Шешир професора Косте Вујића, Цват липе на Балкану и Непобедиво срце.
Члан је удружења књижевника Србије. Написао је неколико збирки песама и књига.

## Филмографија
| Год.       | Назив                                  | Улога                                           |
| ---------- | -------------------------------------- | ----------------------------------------------- |
| 1970.-те   |                                        |                                                 |
| 1971.      | Шешир професора Косте Вујића           | Милорад Митровић                                |
| 1971.      | Сладак живот на српски начин           |                                                 |
| 1971.      | Домовина у песмама                     |                                                 |
| 1971.      | Хроника паланачког гробља              |                                                 |
| 1972.      | Сарајевски атентат                     | Гаврило Принцип                                 |
| 1972.      | Добри верни слуга                      |                                                 |
| 1972.      | Изданци из опаљеног грма               | Милутин Вујовић                                 |
| 1973.      | Милојева смрт                          | Милош Николић                                   |
| 1973.      | Штићеник                               | Михаел                                          |
| 1973.      | Београд или трамвај а на предња врата  |                                                 |
| 1973.      | Љубавни случај сестре једног министра  |                                                 |
| 1973.      | Самоћа                                 |                                                 |
| 1974.      | Породични оркестар (ТВ)                |                                                 |
| 1974.      | Легенда о Карасу (ТВ)                  |                                                 |
| 1974.      | Димитрије Туцовић (ТВ серија)          | Крста Цицварић                                  |
| 1975.      | Синови                                 |                                                 |
| 1975.      | Суђење (ТВ)                            | Џорџ Мише                                       |
| 1975.      | Голгота                                |                                                 |
| 1976.      | Посета старе даме                      | новинар                                         |
| 1978.      | Молијер                                | Шарл Варле де Легранж                           |
| 1978.      | Мисао                                  | Крафт                                           |
| 1978.      | Маска                                  | Ђуро Даничић                                    |
| 1978.      | Шпански захтев                         | Енрико од Малака - Магеланов слуга и преводилац |
| 1979.      | Сумњиво лице (ТВ)                      | Ђока                                            |
| 1979.      | Пупинове звезде                        | Помоћник Дан                                    |
| 1980.-те   |                                        |                                                 |
| 1980.      | Приповедања Радоја Домановића          | Милорад Митровић                                |
| 1981.      | Светозар Марковић (ТВ серија)          | Владан Ђорђевић                                 |
| 1981.      | Црвена краљица                         | Ружичка                                         |
| 1982.      | Сабињанке                              | Бил Џејмс                                       |
| 1982.      | Последњи чин                           | Аранђел                                         |
| 1983.      | Кореспонденција                        | Симеон Његован                                  |
| 1983.      | Радован III                            | Јеленче Вилотић                                 |
| 1984.      | Тајни дневник Сигмунда Фројда          | Доктор                                          |
| 1984.      | Мај нејм из Митар                      | Марко                                           |
| 1984.      | Балкански шпијун                       | Молер                                           |
| 1985.      | Узми па ће ти се дати                  | пијанац                                         |
| 1985.      | Приче из бечке шуме                    | Фердинанд Хирлингер                             |
| 1985.      | Случај Лазе Костића                    | Бранилац 2                                      |
| 1986.      | Тајна Лазе Лазаревића                  | Лаза Лазаревић                                  |
| 1987.      | Вук Караџић                            | Гаврило Хранислав                               |
| 1989.      | Дивљи светац                           | Василије                                        |
| 1989.      | Свети Георгије убива аждаху            | учитељ Мићун                                    |
| 1989.      | Последњи круг у Монци                  | себе                                            |
| 1989.      | Сеобе                                  |                                                 |
| 1990.-те   |                                        |                                                 |
| 1990.      | Покојник                               | Миле - Ринин швалер                             |
| 1990.      | Агенција Киком                         |                                                 |
| 1991.      | Глинени голубови                       | Лекар                                           |
| 1991.      | The Hottest Day of the Year            | власник продавница                              |
| 1992.      | Театар у Срба                          | Јоаким Вујић                                    |
| 1993.      | Коцкар                                 | Маркиз де Гри                                   |
| 1994.      | Срећни људи                            | Доктор Јовановић                                |
| 1995.      | Исидора                                | Данило Секулић                                  |
| 1995.      | Крај династије Обреновић               | Доктор Коле                                     |
| 1996.      | Школа за жене (ТВ)                     | Хризалд                                         |
| 1996.      | Очеви и оци                            | Дане Шаренгаћа                                  |
| 1997.      | Горе доле                              | Зет Тодор                                       |
| 1997—1998. | Породично благо                        | Јавни тужилац                                   |
| 2000.-те   |                                        |                                                 |
| 2002.      | Ходник великог хотела                  |                                                 |
| 2002.      | Брег чежње                             | Милан Савић                                     |
| 2003.      | Сироти мали хрчки                      | мршави интелектуалац                            |
| 2004.      | Трагом Карађорђа                       | тумач                                           |
| 2004.      | Стижу долари                           | Миодраг Панајотовић Патак                       |
| 2005.      | Сакупљач                               | сневач                                          |
| 2006.      | Апориа                                 | архитекта                                       |
| 2006.      | Условна слобода                        | свештеник                                       |
| 2007.      | С. О. С. - Спасите наше душе           | кустос                                          |
| 2008.      | Краљевина Србија                       | прота Милан Ђурић                               |
| 2008.      | Село гори, а баба се чешља (ТВ серија) | Јанез                                           |
| 2008.      | Последња аудијенција                   | учитељ у Неготину                               |
| 2008.      | Горки плодови                          | Шеф сале                                        |
| 2008.      | Наша мала клиника                      | Брине Брацун                                    |
| 2010.-те   |                                        |                                                 |
| 2010.      | Шесто чуло                             | професор Радивојевић                            |
| 2010.      | Прича о играчкама 2                    | Сквики (дијалози)                               |
| 2010.      | Ван контроле                           | доктор                                          |
| 2010.      | Шишање                                 | Новичин отац                                    |
| 2011.      | Шешир професора Вујића                 | Јован Миловановић                               |
| 2011.      | Цват липе на Балкану (ТВ серија)       | доктор Липман                                   |
| 2012.      | Непобедиво срце (ТВ серија)            | доктор Драшко                                   |
| 2012.      | Ноћна библиотека                       | библиотекар                                     |
| 2013.      | Шешир професора Косте Вујића           | Господин Јован Миловановић                      |
| 2013.      | Пут ружама посут                       | наратор                                         |
| 2014.      | Српска штампа                          | Уредник Политике                                |
| 2014.      | Мрак                                   | Теодор                                          |
| 2014.      | Михајло Пупин поново у Банату          | Прота Васа Живковић                             |
| 2015.      | Аманет                                 | Професор                                        |
| 2016.      | Маестро                                | Маестро                                         |
| 2016.      | Име: Добрица, презиме: непознато       | Леополд                                         |
| 2017.      | Santa Maria della Salute (ТВ серија)   | Ђорђе Поповић                                   |
| 2017.      | 33 одговора                            | Виктор Новак                                    |
| 2017.      | Лепотица и звер (2017)                 | Морис (дијалози)                                |
| 2017.      | Пси лају, ветар носи                   | старији лекар                                   |
| 2018.      | Хумор и сатира 1830-1914.              |                                                 |
| 2019.      | Револт                                 | Отац                                            |
| 2020.-те   |                                        |                                                 |
| 2020.      | Јунаци нашег доба                      | Отац Христивоје                                 |
| 2020.      | Камионџије д. о. о.                    | Божа                                            |
| 2021.      | Клан (ТВ серија)                       | Царевић                                         |
| 2021.      | Александар од Југославије (ТВ серија)  | Александар Белић                                |
| 2021.      | Бранилац (серија)                      | Свештеник                                       |
| 2023.      | Шетња са лавом                         | Стари адвокат                                   |
| 2023.      | Лако је Ралету                         | Андрија                                         |
| 2023.      | Бележница професора Мишковића          | Професор Кошутић                                |